# 귐리겐역
귐리겐역(독일어: Bahnhof Gümligen)은 스위스 베른주의 무리 바이 베른 지자체에 있는 기차역이다. 스위스 연방 철도의 표준궤 베른-루체른선과 베른-툰선이 만나는 지점에 있다.

## 운행편
다음 서비스는 귐리겐에서 정차한다:
- 베른 S-반 :
  - S1 : 프리부르와 툰 사이에 30분 간격 운행
  - S2 : 플라마트와 랑나우 사이에 30분 간격 운행